# Toana
Toana là một chi bướm đêm thuộc họ Noctuidae.